# Jako vzteklí psi
Jako vzteklí psi (v anglickém originále The Walker) je americko-britský hraný film z roku 2007, který režíroval Paul Schrader podle vlastního scénáře. Film pojednává o intrikách ve vysoké americké politice. Snímek měl světovou premiéru na filmovém festivalu Berlinale 13. ledna 2007.

## Děj
Carter Page žije ve Washingtonu a jako gay s vkusem a elegancí se živí jako společník a důvěrník vdaných žen. Jedna z jeho klientek je Lynn Locknerová, manželka senátora, která má poměr s lobbistou Robiem Conensbergem. Jednoho dne nalezne svého milence zavražděného. Carter pomůže Lynn zahladit stopy a důkazy, aby zabránil politickému skandálu. Sám se však ocitne v pozici podezřelého. Státní návladní Mungo Tenant je přesvědčen, že Carter je do vraždy zapleten. Carter sám musí nalézt pravého viníka. Pomáhá mu v tom jeho přítel Emek Yoglu.

## Obsazení
| Woody Harrelson      | Carter Page       |
| Kristin Scott Thomas | Lynn Lockner      |
| Lauren Bacallová     | Natalie Van Miter |
| Ned Beatty           | Jack Delorean     |
| Moritz Bleibtreu     | Emek Yoglu        |
| Mary Beth Hurt       | Chrissie Morgan   |
| Lily Tomlin          | Abigail Delorean  |
| Willem Dafoe         | Larry Lockner     |
| William Hope         | Mungo Tenant      |